# Charlotte Wilson
Charlotte M. Wilson (Kemerton, Reino Unido, 6 de mayo de 1854 - Irvington, Nueva York, 28 de abril de 1944) fue una anarquista inglesa. Cofundó junto a Piotr Kropotkin el periódico Freedom en 1886. Ella editó, publicó y financió en gran parte su primer decenio. Siguió siendo editora de Freedom hasta 1895.
Fue la principal portavoz de la escuela de pensamiento anarquista en el renacimiento socialista inglés de la década de 1880. Activa escritora y oradora, propagaba el anarquismo en las publicaciones y organizaciones socialistas desde 1884. Fue una destacada miembro de la Sociedad Fabiana, donde lideraba el ala anarquista dentro de ésta antes de que decidiera convertirse en partido.

## Biografía
Nacida Charlotte Mary Martin, en Kemerton, Gloucestershire, era hija de un médico, Robert Spencer Martin. Ella se educó en el Newnham College de Cambridge. Se casó con Arthur Wilson y la pareja se mudó a Londres, su esposo era un agente de bolsa. El historiador George Woodcock dice que «vestía estéticas túnicas y que había ido a vivir a una choza junto a Hampstead Heath para no compartir las ganancias de su marido». 
Fue miembro fundador de la Sociedad Fabiana en 1883, había defendido la idea de un «socialismo libre» hasta que en el mismo año se convirtió al anarquismo sin dejar por ello de colaborar con la Sociedad. En diciembre de 1884 fue elegida, junto con G.B. Shaw y otros tres más, como parte de su comité ejecutivo. Muy abierta ideológicamente en este primer período. En 1886, los parlamentarios que estaban dentro de la Sociedad Fabiana proponen que se ésta organice como partido político; William Morris y Wilson se oponen a la moción, pero fueron derrotados. Posteriormente renunció a la Sociedad en abril de 1887, continuando su asociación con los anarquistas que eran parte de la Sociedad. Ella escribió extensamente a Karl Pearson acerca de los fabianos, la Sociedad Karl Marx, y sobre su "Sociedad Rusa" con exiliados políticos (anarquistas) rusos, desde 1884 a 1896.
Los anarquistas en el Reino Unido estaban activos dentro algunas sociedades socialistas, hasta que deciden crear su propia organización denominada "Círculo de Anarquistas Ingleses", dónde Wilson destaca entre las fundadoras de origen inglés. Cuando Piotr Kropotkin, la figura más conocida del movimiento anarquista internacional, salió en enero de 1886 de la cárcel francesa en la que se encontraba, Wilson fue la responsable de que el "Círculo" le invitara a acudir a Gran Bretaña y unirse a ellos. Llegó en marzo de ese año y el grupo decidió editar un periódico anarquista ante la necesidad de un órgano de prensa que clarificara posturas.
En 1886, Wilson y Kropotkin cofundan "Freedom", periódico anarquista, que al día de hoy es el más antiguo en existencia. Durante la mayor parte de la primera década, "Freedom" fue editado y generosamente financiado por Charlotte Wilson, aunque la contribución más importante fue la de Kropotkin. "Freedom" llegó a ser el principal periódico anarquista en lengua inglesa, una posición que mantuvo durante mucho tiempo. Su publicación Work (1888) se atribuyó por error a Kropotkin durante muchos años.
Wilson hace de coordinadora, traductora y abogada de revolucionarios anarquistas de Europa y América. La controvertida cuestión de la violencia revolucionaria, junto con una campaña de prensa antianarquista y un incremento de avances en el sistema de contención del Estado, alejó a Wilson y a muchos otros intelectuales del movimiento con el cambio de siglo. Durante la Primera Guerra Mundial Wilson vuelve al frente de "Freedom", pero ya alejada de su maestro con el que disentía sobre el carácter de la contienda.

## Pensamiento
La concepción central del socialismo para Wilson era la promesa de la liberación de la mujer y la visión de una vida familiar que proporcionaría las bases para toda la comunidad. Los valores feministas y anarquistas estaban unidos en la definición de Wilson del socialismo.

## Obra
- Anarchist Essays (en inglés). Freedom Press. ISBN 978-0-900384-99-8.